# بوهمین راپسودی (فیلم)
بوهمین راپسودی  (انگلیسی: Bohemian Rhapsody) یک فیلم آمریکایی در سبک زندگینامه‌ای به کارگردانی برایان سینگر و دکستر فلچر و نویسندگی آنتونی مک‌کارتن است. که در سال ۲۰۱۸ منتشر شد. رامی ملک در این فیلم در نقش رهبر گروه کوئین، یعنی فردی مرکوری ظاهر شده‌است. فیلم حوادثی را که در طی سال‌های ۷۰ تا اوایل دهه ۹۰ برای مرکوری و گروه کوئین رخ داد را به تصویر می‌کشد. به غیر از ملک، مایک مایرز، بن هاردی، جوزف مازلو، تام هولندر و گیلیام لی نیز در فیلم ایفای نقش کرده‌اند. برایان می و راجر تیلور که دو نفر از اعضای گروه کوئین بودند، در ساخت فیلم و به خصوص سکانس‌های مربوط به اجرای کنسرت با سازندگان فیلم همکاری کردند.
موضوع ساخت این فیلم، نخستین بار در سال ۲۰۱۰ مطرح شد. در آن زمان از ساشا بارون کوهن به عنوان گزینه اصلی برای بازی در نقش مرکوری نام برده می‌شد اما پروژه به سرانجام نرسید و پرونده ساخت فیلم برای مدتی بسته شد. ساخت فیلم به خاطر اختلاف تهیه‌کنندگان با کوهن تا سال ۲۰۱۳ عقب افتاد و بعد از آن هم شرایط برای ساخت با بازیگری دیگر فراهم نشد تا اینکه در سال ۲۰۱۶؛ رسانه‌ها خبر از آغاز مراحل پیش تولید فیلم دادند. در نوامبر همین سال، رامی ملک برای بازی در نقش فردی مرکوری انتخاب شد. فیلم‌برداری از سپتامبر ۲۰۱۷ در لندن آغاز شد. در دسامبر ۲۰۱۷، کارگردان فیلم یعنی برایان سینگر، به علت چندین بار غیبت و نبودن در سر صحنه و همچنین درگیر شدن با بازیگرها و خصوصاً رامی ملک از پروژه اخراج شد و دکستر فلچر برای تکمیل کردن فیلم به عنوان کارگردان به پروژه پیوست. از آن جا که سینگر پیش از اخراج، بیشتر کار را جلوی دوربین برده بود، بر اساس قوانین انجمن کارگردانان آمریکا، او به عنوان کارگردان رسمی فیلم شناخته شد و نام فلچر نیز به عنوان تهیه‌کننده اجرایی در تیتراژ فیلم آمده‌است. سرانجام پس از مدتی تاخیر؛ کار فیلم‌برداری در ژانویه ۲۰۱۸ به پایان رسید.
بوهمین راپسودی در تاریخ ۲۴ اکتبر ۲۰۱۸ در انگلستان و ۲ نوامبر در آمریکا به صورت سراسری اکران شد. فیلم، نقدها و نظرات متوسط و دوگانه‌ای دریافت کرد. منتقدان نسبت به شخصیت پردازی مرکوری و خصوصاً بحث گرایش جنسی او، بعضی از اشتباهات تاریخی و همچنین نحوه پرداخت به دیگر اعضای گروه انتقاد داشتند اما بازی ملک در نقش مرکوری با تحسین جهانی و ستایش تماشاگران و منتقدان همراه بود. بوهمین راپسودی عملکرد بسیار خوبی در گیشه داشت. فیلم ۹۰۳ میلیون دلار در سراسر جهان فروش کرد در حالی که ۵۲ میلیون دلار بودجه ساختش بوده که آن را تبدیل به پرفروش‌ترین فیلم در ژانرهای زندگینامه‌ای و درام تاریخ سینما می‌کند. بوهمین راپسودی تا به اینجا ششمین فیلم پرفروش سال ۲۰۱۸ و پرفروش‌ترین فیلم غیر ابرقهرمانی و غیر انیمیشنی در این سال است. بوهمین راپسودی در هفتاد و ششمین مراسم گلدن گلوب در دو رشته بهترین فیلم درام و بهترین بازیگر مرد فیلم درام (برای ملک) نامزد دریافت جایزه شد که توانست هردو جایزه را بدست آورد. همچنین در نود و یکمین دوره جوایز اسکار، فیلم نامزد دریافت پنج جایزه اسکار از جمله بهترین فیلم شد که توانست چهار جایزه بهترین بازیگر نقش اول مرد، بهترین تدوین، بهترین تدوین صدا و بهترین میکس صدا را به خود اختصاص دهد.

## بازیگران
- رامی ملک در نقش فردی مرکوری، خواننده و ترانه‌نویس و رهبر گروه موسیقی راک کوئین[۱۶]
- لوسی بوینتون در نقش مری آستین، دوست دختر فردی مرکوری.
- مکس بنت در نقش دیوید، دوست پسر جدید مری آستین
- گیلیام لی در نقش برایان می، گیتاریست و یکی از اعضای گروه کوئین.
- بن هاردی در نقش راجر تیلور، درامر و یکی از اعضای گروه کوئین.
- جوزف مازلو در نقش جان دیکن، گیتاریست بیس و یکی از اعضای گروه کوئین.
- آیدان گیلن در نقش جان رید، مدیر گروه کوئین
- آلن لیچ در نقش پائول پرتنر، مدیر برنامه فردی مرکوری
- تام هولندر در نقش جیم بیچ، وکیل گروه کوئین که سپس مدیر گروه شد.
- درموت مورفی در نقش باب گلداف